# José María Díaz y Díaz-Villamil
José María Díaz y Díaz Villamil (Cerdeiral, 1898 - Taramundi, 1936) fue un abogado y político español, de ideología republicana. Abogado de profesión, durante la Segunda República ejerció como gobernador civil en varias provincias.

## Biografía
Nació en Cerdeiral, provincia de Lugo, en 1898. Estudió Magisterio y trabajó como maestro en Vilameá, una parroquia de su municipio natal. Después ejerció como Inspector de Primaria en Lugo y estudió Derecho. Durante la Dictadura de Primo de Rivera fue encarcelado en Madrid por ser el presidente de la Sociedad de Estudiantes de Derecho. 
Fue uno de los firmantes del Pacto de Barrantes en septiembre de 1929, por el que se creaba la Federación Republicana Gallega dirigida por Santiago Casares Quiroga, que después adoptaría el nombre de ORGA. Como miembro destacado de este partido, organizó la Asamblea Regional de Lugo de mayo de 1932 por la cual la ORGA adoptó el nombre de Partido Republicano Gallego, y poco después fue nombrado gobernador civil de Huesca y Málaga, y en marzo de 1933 de Zaragoza, siendo Casares Quiroga ministro de la Gobernación. En 1934 dimitió del cargo y ejerció como abogado en Villalba y Lugo, y poco después fue uno de los encargados de integrar el PRG en la nueva Izquierda Republicana, de la que será vocal por la provincia de Lugo.
En las elecciones generales de febrero de 1936 fue elegido diputado por la provincia de Lugo por el Frente Popular, siendo el tercer candidato más votado en la provincia y el primero en la ciudad de Lugo. Ocupó interinamente el cargo de gobernador civil de dicha provincia durante unos meses. 
El 19 de julio de 1936, cuando estalló la sublevación militar que dio paso a la Guerra civil, organizó la resistencia en la ciudad de Lugo con Rafael de Vega Barrera y Jacinto Calvo. El 20 de julio consiguió escapar a Ribadeo, pero fue capturado el 12 de septiembre. Según fuentes militares franquistas, murió el 25 de septiembre de 1936 en Taramundi como resultado de una hemorragia provocada por un disparo. Fue el único diputado lucense asesinado sin que hubiese siquiera un simulacro de juicio.